# Хадар, Цви
Цви Хада́р (варианты транскрипции: Адар, Гадар) (ивр. צבי הדר Цви hада́р‎; 23 марта 1929, Тель-Авив, Палестина — 28 июля 2021, Савьон, Израиль) — израильский адвокат. 5-й Главный военный прокурор Израиля (в период с 1968 по 1973 год).
Полковник, доктор юридических наук.

## Биография
Цви Хадар родился в 1929 году в Тель-Авиве в Палестине времён британского мандата. Родители Хадара, Нахман и Маня (Мирьям) Зелингер, были выходцами из Европы, но в доме семьи говорили исключительно на иврите.
Хадар учился в гимназии «Герцлия» в Тель-Авиве.
В возрасте 15 лет вступил в ряды «Хаганы», где служил в «Батальоне еврейской молодёжи» и в «Полевых войсках» (ивр. חי"ש‎ хиш), а в возрасте 18 лет поступил на службу в Еврейской поселенческой полиции.
В 1948 году при учреждении Армии обороны Израиля и начале Войны за независимость Израиля Хадар поступил на службу в армии в качестве сержанта миномётного взвода в роте огневой поддержки (ивр. פלוגה מסייעת‎) 51-м батальона бригады «Гивати». Принял участие в боях против египетской армии в южной части прибрежной равнины. В одном из боёв около деревни Бейт-Дарас (ивр. הקרבות על בית דראס‎), когда отделение Хадара подверглось атаке египетских войск, а двунога находящегося на вооружении отделения миномёта сломалась, Хадар приказал опереть миномёт на его колено и продолжать огонь по противнику. В перерыве между боями прошёл офицерские курсы и вернулся на службу в бригаде в должности командира взвода.
По окончании войны вышел в запас и учился в Еврейском университете в Иерусалиме. В 1952 году получил степень бакалавра в экономике, в 1955 году — степень магистра права. Во время учёбы прошёл армейский курс командиров рот и получил звание капитана. Стажировался у судьи Верховного суда Шимона Аграната, а в ноябре 1956 года получил адвокатскую лицензию.
В 1956 году вернулся на службу в Армии обороны Израиля и прошёл курс командиров батальонов под командованием полковника Хаима Бар-Лева (в дальнейшем Начальника Генштаба армии). Поступил на службу в Военную прокуратуру на должность военного обвинителя в секторе Газа в период Суэцкого кризиса. В то же время выступал обвинителем в особом военном суде по делам нелегального пересечения границы со стороны Западного берега реки Иордан, находившегося в ту пору под иорданским контролем.
В дальнейшем служил военным защитником в ВВС, главой секции инструктажа Военной прокуратуры и Главным военным защитником. В должности главы секции инструктажа участвовал в разработке принципов военной администрации при возможной оккупации Израилем соседних территорий.
В 1963 год был повышен в звании до подполковника и назначен главным прокурором Южного военного округа и Командования танковых войск (ивр. מפקדת גייסות השיריון‎).
С 1966 года находился на учёбе в Лондонском университете, где получил докторскую степень, защитив диссертацию на тему защиты частной собственности в военное время.
По окончании учёбы, 30 августа 1968 года, Хадар был повышен в звании до полковника, a 1 сентября 1968 года вступил на пост Главного военного прокурора, сменив на посту полковника Меира Шамгара.
Хадар исполнял должность Главного военного прокурора в период Войны на истощение. Военная прокуратура под его руководством разрослась, помимо прочего ввиду возложенных на неё задач по поддержанию деятельности военных судов и консультации военной администрации на территориях, занятых Израилем по результатам Шестидневной войны.
В мае-июне 1971 года принял участие в работе израильской делегации на международной конференции правительственных экспертов по вопросу подтверждения и развития международного гуманитарного права, применимого в вооружённых конфликтах, в Женеве.
29 июня 1973 года передал командование Военной прокуратурой полковнику Цви Инбару.
После выхода в запас занялся частной адвокатской практикой. Помимо прочего, выступал защитником подсудимых в военных судах. В том числе был защитником израильского офицера разведки черкесского происхождения Изата Нафсо, в начале 80-х годов признанного виновным в государственной измене и шпионаже и приговорённого к 18-летнему тюремному сроку, добился его реабилитации по поставлению Верховного суда от 24 мая 1987 года.
В 1979 году была опубликована книга Хадара «Закон о службе в силах безопасности — закон и его толкование».
В 2007 году Хадару был вручен знак почёта от Коллегии адвокатов Израиля.
Под конец восьмого десятка лет Хадар прекратил адвокатскую деятельность и занялся, помимо прочего, написанием стихов.
Цви Хадар скончался 28 июля 2021 года и был похоронен на кладбище в Савьоне.
Был женат на профессоре Герцлии Хадар (урождённой Майберг, 1929—2019). Отец двух дочерей (Рути и Тирца).

## Публикации
- (צבי הדר חוק שירות בטחון — החוק ופירושו הוצאת משרד הביטחון (התשל"ט (Цви Хадар, «Закон о службе в вооружённых силах — закон и его толкование», книга издательства Министерства обороны (1979)) (иврит)
- Zvi Hadar, Administrative Detentions Employed by Israel, in Israel Yearbook on Human Rights (Цви Хадар, «Административные аресты, применяемые Израилем», глава в «Израильском ежегодникe по правам человека»), Tel Aviv (1971), vol. 1, p. 283 (англ.)
- צבי הדר פקודה בלתי חוקית מערכות 225, ספטמבר 1972 (Цви Хадар, «Незаконный приказ», «Маарахот» № 225 (сентябрь 1972)), с. 36 (Архивная копия от 9 апреля 2022 на Wayback Machine) (иврит)
- צבי הדר מסירת הצהרת הון כוזבת במזיד ובכוונה להתחמק ממס וחזקת הידיעה הרבעון לענייני מסים ט(33) (התשל"ד) (Цви Хадар, «Умышленная подача ложной декларации капитала с намерением уклониться от оплаты налога и презумпция осознания», «Ха-Ривон ле-иньяней мисим» № 9(33) (1974)) (иврит)
- צבי הדר מעמדן המשפטי של פקודות הצבא הפרקליט כט (התשל"ד—התשל"ה) 232 (Цви Хадар, «Правовой статус армейских уставов», «Ха-Праклит» № 29 (1974—5), с. 232) (иврит)
- צבי הדר עונשו של הפטור משרות הפרקליט ל (התשל"ו) 63 (Цви Хадар, «Наказание освобождённого от воинской повинности», «Ха-Праклит» № 30 (1976), с. 63) (иврит)
- צבי הדר סמכותם הפיקודית של ראש המטה הכללי ושר הביטחון כלפי צה"ל הפרקליט לא (התשל"ז—התשל"ח) 219 (Цви Хадар, «Командные полномочия Начальника Генерального штаба и Министра обороны в отношении Армии обороны Израиля», «Ха-Праклит» № 31 (1977—8), с. 219) (иврит)
- Zvi Hadar, The Military Courts, in Military Government in the Territories Administered by Israel, 1967—1980: The Legal Aspects (edited by Meir Shamgar) (Цви Хадар, «Военные суды», глава в книге «Военная администрация на контролируемых Израилем Территориях, 1967—1980: Правовые аспекты»), The Harry Sacher Institute for Legislative Research and Comparative Law, Hebrew University of Jerusalem (1982), p. 171 (англ.)
- צבי הדר התערבות בית המשפט העליון בפסקי הדין ובהחלטות אחרות של הערכאות הצבאיות בעקבות חוק השיפוט הצבאי, התשט"ו-1955 (תיקון מס' 17), התשמ"ו-1986 משפט וצבא 8 (התשמ"ח) 17 (Цви Хадар, «Вмешательство Верховного суда в постановления и прочие решения военных трибуналов вследствие 17-й поправки 1986 года к Закону о военном судопроизводстве от 1955 года», Мишпат ве-цава № 8 (1988), с. 17) (Архивная копия от 14 мая 2013 на Wayback Machine) (иврит)
- עו"ד צבי הדר הנה שתי פרשות קדושות: צה"ל ובתי-המשפט חדשות, 8.9.88 (Адвокат Цви Хадар, «Вот две святые коровы: Армия обороны Израиля и судебная система», «Хадашот» (8.9.88)) (Архивная копия от 3 февраля 2023 на Wayback Machine) (иврит)
- צבי הדר עוד לדיון על טוהר הנשק משפט וצבא 9 (כסלו התשמ"ט) 23 (Цви Хадар, «В продолжение обсуждения о чистоте оружия», Мишпат ве-цава № 9 (декабрь 1988), с. 23) (Архивная копия от 16 июня 2020 на Wayback Machine) (впервые опубликовано в «Маарахот» № 215 (22.6.71) (Архивная копия от 27 декабря 2022 на Wayback Machine)) (иврит)